# Vladimir Olgerdovič
Vladimir Olgerdovič (ukrajinsko Володимир Ольгердович, latinizirano: Volodimir Olgerdovič, rusko Владимир Ольгердович, litovsko Vladimiras Algirdaitis) je bil sin velikega litovskega kneza Algirdasa in njegove prve žene Marije Vitebske in od leta 1362 do 1394 knez Kijevske kneževine, * 1338, † 1398. 
Njegova sinova Ivan in Aleksander sta bila ustanovitelja dinastij Belski oziroma Olelkovič. 

## Kijevski knez
Po bitki pri Sinjih vodah leta 1362 je bila Kijevska kneževina priključena Veliki litovski kneževini. Domneva se, da je bil Vladimir nameščen v Kijevu takoj po bitki in nadomestil Fjodorja Kijevskega. Vladimir je vodil neodvisno politiko in koval svoj denar. Sprva so bili njegovi kovanci precej podobni kovancem Zlate horde, zlasti tistim, ki sta jih kovala kana Džanibeg in Mohamed Bolak. Kasneje je mongolski slog zamenjal tatarski, to je tamga s črko K za Kijev in križem vzhodno pravoslavno vero. To bi lahko pomenilo, da je morala kneževina nekaj časa plačevati davek Hordi. Njegovi kovanci so bili prvi, kovani na ozemlju Velike litovske kneževine.
Konec leta 1384 so Vladimirjeve čete aretirale metropolitanskega škofa Dionizija, ki je leto pozneje umrl v ujetništvu. Aretacija je bila del boja za oblast med Dionizijem, Pimenom in Ciprijanom za naslov moskovskega metropolita. 

## Odstranitev iz Kijeva
Ko je Jogaila leta 1386 postal poljski kralj, mu je Vladimir prisegel zvestobo. Po Ostrovskem sporazumu iz leta 1392 je veliki litovski knez postal Vitautas in začel odpravljati regionalne vojvode in jih nadomeščati z imenovanimi regenti.  Zamenjave bi sprva lahko bile namenjene discipliniranju nelojalnih vojvod, vendar so se sprevrgle v sistematično centralizacijo države. Leta 1393 je Vitautas Liubartovemu sinu Fjodorju zaplenil Volodimir-Volinski, Kaributasu Novgorod-Siverski in Švitrigailiju Vitebsk. Leta 1394 sta Vitautas in Skirgaila krenila proti Vladimirju, ki se je predal brez bitke. V Kijevu je bil nameščen Skirgaila, Vladimir pa je v zameno  prejel kneževino Slutsk. 
Vladimir Olgerdovič je bil v pisnih virih zadnjič omenjen oktobra 1398 kot praded Elizabete Báthory.